# 邊防軍體育俱樂部
邊防軍體育俱樂部（英語：Haras El-Hodood）是埃及足球俱乐部，位于埃及亞歷山卓，球队的主体育场为亚历山大体育场。

## 外部連結
- Team profile – Egyptian Football Association|EFA official website（archived）